# Encloa
L'encloa, enclova, clòver o sulla (Hedysarum coronarium) és una planta farratgera lleguminosa perenne.

## Descripció
Planta de 30 a 100 cm d'alçada, fulles amb 3 a 7 folíols el·líptics pubescents (amb pèls suaus), floració primaveral amb raïms de 10 a 35 flors i fruits en llegum.

## Conreu
És una planta farratgera típica i quasi exclusiva dels secans de Menorca. També es cultiva a la península (Cadis) i s'ha cultivat a Mallorca, Sicília o Malta (on era la base de les farratgeres). No es pot estendre gaire el seu conreu donat que és molt sensible al fred (a Menorca viu bé, ja que difícilment glaça).
Se sembra a principi de setembre, abans de les pluges de la tardor i encara amb la terra seca. Malgrat que sigui perenne, agrícolament només s'aprofita durant dos anys i el primer, com que la planta creix més aviat poc, no és tan productiva com l'any següent i per això se'n fa un sol dall per tal d'aprofitar-la i no debilitar-la. El moment adequat de recollir-la per ensitjar-la és en plena floració, cosa que acostuma a ser durant el mes d'abril. Quan està acabada de néixer potser caldrà fer un tractament contra llimacs o contra males herbes. A partir d'aleshores es comporta com una planta molt rústega. Aprofita molt bé la climatologia menorquina, ja que les pluges de la tardor són més abundants i segures i la planta creix habitualment amb molt bones condicions durant tota la tardor i tot l'hivern. Si l'any és prou plujós pot donar un rendiment de 45.000 kg de matèria al 16% d'humitat, cosa que representa 7.200 kg de matèria seca. El seu conreu, que era molt tradicional de l'illa, va entrar en regressió a partir de 1975 en competència amb les plantacions de margall i brom que permeten fer diversos dalls cada any. Les autoritats agronòmiques menorquines en promouen el conreu avisant que l'enclova està millor adaptada a les condicions climàtiques i quan l'any és sec la producció no baixa tant com en les gramínies conreades.